# Акила Азифи
Акила Азифи е учителка от афганистански произход, която е обучила хиляди деца бежанци в Миянвали, Пакистан.
Азифи се обучава като учител по история и география в Афганистан.
Тя е принудена да напусне страната си, когато талибаните поемат властта през 1992 г. Когато пристига като бежанец в лагера Кот Чандра в Миянвали, осъзнава, че там няма училища за деца-бежанци. Акила прави училище в чужда палатка. през 2017 г. в лагера вече има 9 училища с повече от 1500 ученици. Някои от тези училища се посещават също така и от момичета-бежанци от афганистански произход.
През 2015 г. Асифи получава наградата „Нансен“ за принос към бежанците за своите неуморни усилия да осигури условия за образование на афганистанските деца-бежанци. Тя вече е използвала по-голямата част паричната награда на „Нансен“ от 100 000 щатски долара за построяването на ново училище. Тази награда се присъжда за изключителни заслуги към каузата за подпомагане на бежанците.